# Козолупова-Фёдотова, Надежда Николаевна
Наде́жда Никола́евна Козолу́пова-Фёдо́това (13 (25) апреля 1886, Оренбург, Российская империя — 13 июня 1957, Москва, РСФСР, СССР), согласно «Большой российской энциклопедии» — Федо́това, — советская пианистка и педагог.

## Биография
Родилась 13 (25) апреля 1886 года в городе Оренбурге Оренбургской губернии Российской империи. Мать, Ольга, — создательница детской музыкальной школы в Оренбурге. Отец, Николай, — певец.
Окончила Московскую консерваторию по классу Александра Борисовича Гольденвейзера.
Вышла замуж за Семёна Матвеевича Козолупова. Концертировала с ним до 1923 года.
В 1922—1924-м и 1932—1956-м г.г. — преподаватель Московской консерватории, с 1935 года — доцент.
Скончалась 13 июня 1957 года в Москве.

## Семья
Сестра, Софья, также окончила консерваторию. Вышла замуж за Леопольда Витольдовича Ростроповича, в апреле 1927 года родила от него сына Мстислава Леопольдовича Ростроповича.
10 (23) ноября 1910 Надежда родила Ирину, 13 (26) августа 1912 — Галину, а 25 апреля 1918 года на свет появилась Марина.